# عملية الفجر 8
كانت عملية الفجر 8 عملية عسكرية إيرانية أجريت أثناء الحرب العراقية الإيرانية، وهي جزء من المعركة الأولى التي دارت في الفاو.
وتعتبر العملية الإيرانية من أعظم إنجازات إيران في الحرب العراقية الإيرانية. وتمكن الإيرانيون من الاستيلاء على شبه جزيرة الفاو، مما أدى إلى قطع وصول العراق إلى الخليج العربي في هذه العملية؛ وأدى ذلك بدوره إلى تشديد المواقف العراقية إزاء الحرب. وقد استردت القوات العراقية فيما بعد شبه جزيرة الفاو قرب نهاية الحرب باستخدام الأسلحة الكيميائية على نطاق واسع وبصورة غير مشروعة.[بحاجة لمصدر]

## الهجوم الإيراني
في 9 شباط/فبراير 1986، أطلق الجانب الإيراني العملية، التي قام فيها 100،000 جندي من بينهم 5 من الفرق التابعة للجيش و50،000 رجل من الباسداران والباسيج، بالتقدم في هجوم ذي شقين إلى جنوب العراق. وخلافا للهجمات السابقة، كان قد تم التخطيط بالكامل للفجر 8 على يد ضباط من الجيش من الفئة الفنية، بدأ جميعهم حياتهم المهنية في ظل الشاه. وشن الإيرانيون هجوما صوريا على البصرة، أوقفه العراقيون. في غضون ذلك، سقطت الضربة الإيرانية الرئيسية على شبه جزيرة الفاو ذات الأهمية الاستراتيجية، التي سقطت بعد 24 ساعة فقط من القتال.
وأطلق الإيرانيون هجومهم على شبه الجزيرة في الليل، ووصل رجالهم على متن قوارب مطاطية. وبعد الاستيلاء على الفاو، قام الجانب الإيراني ببناء جسر عائم وبدأ في الحفر.

## الهجوم المضاد العراقي
في 12 شباط/فبراير 1986، بدأ العراقيون هجوما مضادا لإعادة الاستيلاء على الفاو، الذي فشل بعد أسبوع من القتال العنيف. وأرسل صدام واحدا من أفضل قادته، اللواء ماهر عبد الرشيد، والحرس الجمهوري إلى الشروع في هجوم جديد لإعادة الاستيلاء على الفاو في 24 شباط/فبراير 1986. وجرت جولة جديدة من القتال المكثف، تركزت على هجوم مضاد ذي ثلاث نقاط. وكانت الهجمات العراقية مدعومة بطائرات عمودية مسلحة، ومئات من الدبابات، وهجوم واسع النطاق بالقنابل شنته القوات الجوية العراقية. بالرغم من أنه يتمتع بميزة في القوة النارية والاستخدام المكثف للحرب الكيميائية، فإن المحاولة العراقية لإعادة الاستيلاء على الفاو قد انتهت مرة أخرى بالفشل.

## الآثار
كان سقوط الفاو وفشل الهجمات العراقية المضادة ضربا من الضربات الهائلة على هيبة نظام البعث، وأدى إلى مخاوف من جميع أنحاء الخليج بأن إيران قد تكسب الحرب. وعلى وجه الخصوص، شعرت الكويت بالخطر، إذ لا تبعد عن القوات الإيرانية سوى عشرة أميال، وزادت من دعمها للعراق وفقا لذلك. خلال معركة الفاو الثانية في أبريل 1988، أعاد العراق الاستيلاء على شبه الجزيرة.

## في الثقافة الشعبية
يصور الموسم الأول من فيلم وثائقي عن الحرب «رواية الفتح» عملية الفجر 8.

## الإرث
تم تسمية طوربيد الفجر الذي تنتجه البحرية الإيرانية على الصعيد المحلي بعد أن أطلق عليه اسم هذه العملية.

## روابط حارجية
- http://csis.org/files/media/csis/pubs/9005lessonsiraniraqii-chap08.pdf نسخة محفوظة 7 يونيو 2013 على موقع واي باك مشين.